# All Is Fair in Love and War (film 1911)
All Is Fair in Love and War è un cortometraggio muto del 1911. Il nome del regista non viene riportato nei credit del film che, prodotto dalla Vitagraph, venne interpretato da Zena Keefe.

## Produzione
Il film fu prodotto dalla Vitagraph Company of America.

## Distribuzione
Distribuito dalla General Film Company, il film - un cortometraggio in una bobina - uscì nelle sale cinematografiche USA il 3 gennaio 1911.